# Erős Pista

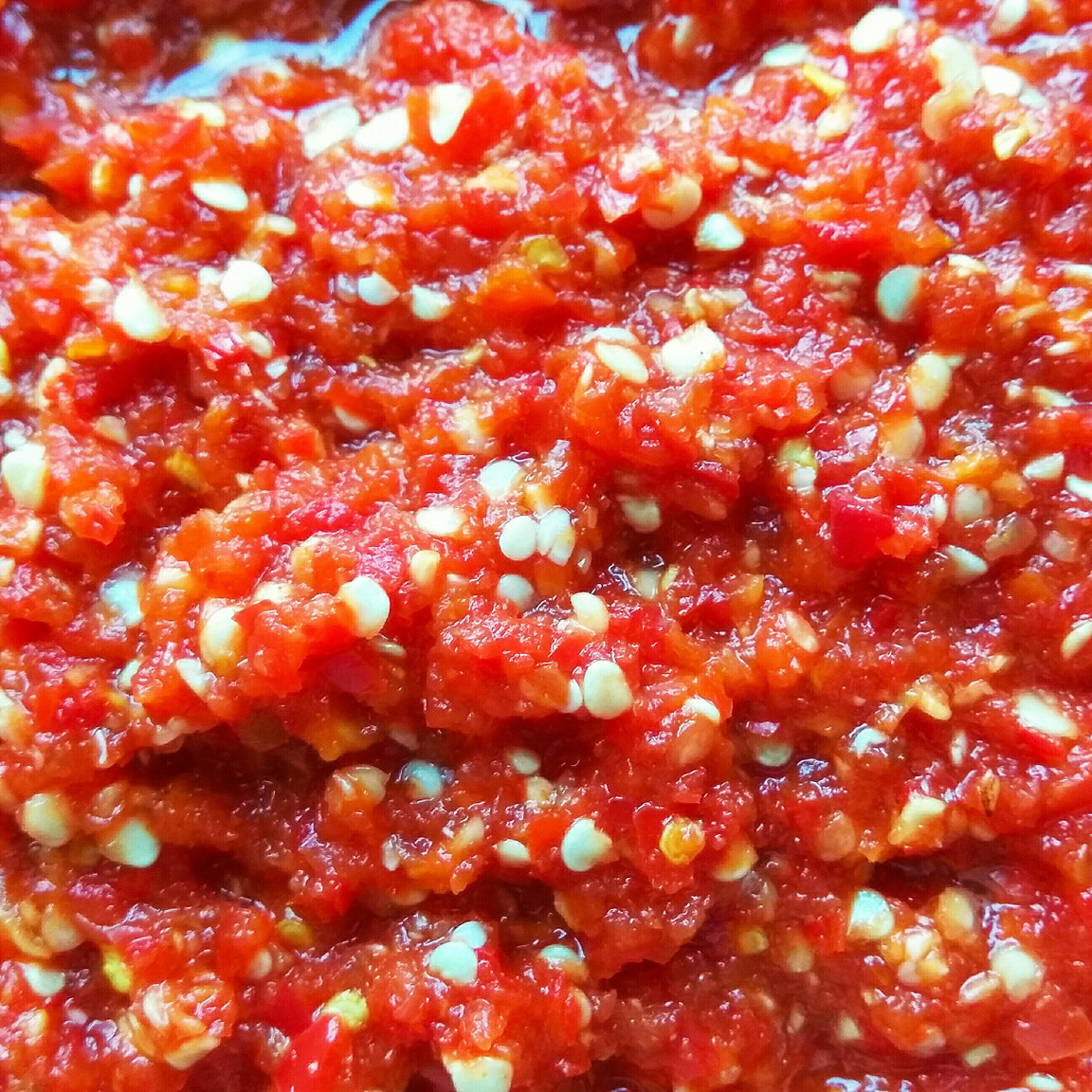
Erős Pista

Erős Pista ist der in Ungarn gebräuchliche Handelsname für eine scharfe Paste aus püriertem Gewürzpaprika (Chili) und Salz. Der Name leitet sich ab von ungarisch erős („scharf“, aber auch „stark, kräftig“) und Pista, einer Koseform des Vornamens István (Stefan).

## Herstellung
Erős Pista wird aus entkernten ungarischen Gewürzpaprikaschoten hergestellt. Die unzermahlenen Kerne werden erst nach dem Pürieren zugesetzt, um die Schärfe zu regulieren, deshalb kann man anhand der Kerne sehen, ob die Paste scharf oder mild ist. Die mildere, edelsüße Variante von Erős Pista wird unter dem Namen Édes Anna (ungarisch für Süße Anna) verkauft und aus milden ungarischen Paprikaschoten hergestellt. Industriell hergestelltes Erős Pista enthält neben Gewürzpaprika und Salz oftmals zusätzlich Xanthangummi als Verdickungsmittel, Zitronensäure und Kaliumsorbat als Konservierungsmittel. Die Gewürzpaste ist in Gläsern oder Tuben erhältlich.

## Verwendung
Erős Pista wird in der ungarischen Küche zum Würzen von Suppen und Saucen verwendet, beispielsweise für das berühmte ungarische Gulasch (Pörkölt), aber auch gelegentlich anstelle von Senf zum Verfeinern von Würstchen und gebratenem Fleisch. Sie erhält häufig den Vorzug vor Paprikapulver, da der Geschmack fruchtiger ist.
Durch den hohen Salzgehalt kann Erős Pista im Kühlschrank lange aufbewahrt werden.